# Games Convention
La Games Convention (spesso chiamata "Leipzig Games Convention", abbreviato GC), è stata una fiera di videogiochi annuale che si teneva a Lipsia, in Germania, inaugurata nel 2002. Oltre ai videogiochi, l'evento copriva anche altri campi come Infotainment, hardware e Edutainment. È stata creata, tra gli altri, dal Bundesverband für Interaktive Unterhaltungssoftware (associazione federale tedesca per software di divertimento).
Con 183.000 visitatori, 2.600 giornalisti e 368 espositori provenienti da 25 paesi nel 2006, la Games Convention era la principale rivale del mondo della Tokyo Game Show, il suo equivalente giapponese. Per paragone, entrambe le fiere di Lipsia e Tokyo, dove gamers di tutte le età potevano (e nel secondo caso possono ancora) visitare la mostra, sono grandi tre volte l'E3 di Los Angeles.
La conferenza aveva luogo in un moderno complesso composto da numerose sale di esposizione all'interno della città.
Per aiutare l'identificazione dei visitatori più giovani, venivano distribuiti dei braccialetti colorati ai partecipanti, indicando la loro età:
- 12 anni: verde
- 16 anni: blu
- 18 anni: rosso

Questi colori corrispondono agli indicatori di età utilizzati dall'USK, la versione tedesca di PEGI o ESRB.

## Storia
La Leipzig Games Convention è stata tenuta la prima volta 2002, nel 2005 la fiera ha ospitato 134.000 visitatori con il massimo di 185.000 nel 2007.
La Games Convention è solitamente organizzata nell'ultima settimana di agosto. Quella del 2007 si è tenuta tra il 23 e il 26 agosto. Tuttavia per i membri della stampa, per gli espositori e per i professionisti l'inizio è fissato per il giorno prima.
Nel 2008, il consorzio industriale BIU ha annunciato che non tornerà al Games Convention nel 2009, decretandone la fine e contemporaneamente annunciando la fondazione di una seconda convention (che negli anni a venire amplificò il successo ottenuto dalla Games Convention), tenuta questa volta a Colonia e chiamata Gamescom. Sony, Nintendo e Microsoft sono membri del BIU rappresentando 12 compagnie.
Nel 2008, durante l'ultima edizione, la Games Convention si tenne tra il 20 e il 24 agosto.

## Espansione asiatica
Per il 2007 fu annunciata un'espansione asiatica della fiera, realizzata in seguito il 6 settembre di quell'anno a Singapore.

## Statistiche
| Anno | Visitatori | Espositori | Visitatori professionisti | Giornalisti | Spazio occupato dalla mostra |
| 2002 | 80.000     | 166        | 3.000                     | 750         | 30.000m²                     |
| 2003 | 92.000     | 207        | 3.500                     | 1.300       | 42.000m²                     |
| 2004 | 105.000    | 258        | 4.200                     | 1.700       | 55.000m²                     |
| 2005 | 134.000    | 280        | 6.200                     | 2.000       | 80.000m²                     |
| 2006 | 183.000    | 367        | 7.000                     | 2.400       | 90.000m²                     |
| 2007 | 185.000    | 503        | 12.300                    | 3.300       | 112.500m²                    |
| 2008 | 203.000    | 547        | 14.600                    | 3.800       | 115.000m²                    |

## Speaker

### 2007
- Julian Eggebrecht, da Factor 5, USA
- Peter Molyneux, da Lionhead Studios, UK
- Michael Capps, Mark Rein from Epic Games, USA
- Mark Morris, da Introversion Software, UK
- Ken Rolston, da Big Huge Games, USA
- Cathy Campos, da Panache, UK
- Doug Whatley, da Break Away, USA
- Michael Lewis, da Cryptic Studios, USA
- George Bain from the UK
- Christopher Schmitz, da 10Tacle Studios, Germania
- Michael Wimmer, da University of Vienna|The University of Vienna, Austria
- Alexander Fernandez, da Streamline Studios, Paesi Bassi
- Amir Taaki, da Crystal Space, Finlandia
- Jeff Strain, da ArenaNet, USA
- Vlad Ihora, da Telia Sonera, Svezia
- Barbara Lippe, da Avaloop, Austria
- Pamela Kato, da The GamerX, USA
- Uwe Nikl, da Level 3, UK
- Matt Firor, da Ultra Mega Games, USA
- Konstantin Ewald, da Osborne Clark, Germania
- John Smedley, da Sony Online Entertainment, USA
- Cindy Armstrong, da Webzen, USA
- Jennifer MacLean, da Comcast Interactive Media, USA
- Chris Mottes, da Deadline Games, Denmark
- Jeff Hickman, da EA Mythic, USA
- Jeffrey Steefel, da Turbine, Inc., USA
- Don Daglow, da Stormfront Studios, USA
- Matt Firor from the USA
- Jason Manley, da Massive Black, USA
- Patric Palm, da Hansoft, Svezia